# Патриція Елісон
Патриція Елісон (англ. Patricia Allison; нар. 7 грудня 1994, Лондон) — британська актриса кіно, яка найбільш відома в ролі Оли Ньюман в комедійно-драматичному серіалі Netflix «Сексуальна освіта» (2019 — дотепер).

## Біографія
Патриція Елісон народилась 7 грудня 1994 року в Лондоні, Велика Британія. У віці десяти років знялася в постановці «Пригоди Олівера Твіста» в Королівському театрі Ковент-Гарден. Після закінчення школи два роки вчилась у Колчестерському інституті. Пройшла чотирирічний курс школи акторської майстерності East 15 Acting School в Ловтоні, Ессекс. Елісон закінчила її зі званням бакалавра.
У 2018 році Патриція Елісон зіграла другорядну роль Маргарити в мінісеріалі BBC «Знедолені». Потім була представлена в ролі Оли Ньюман в серіалі Netflix «Сексуальна освіта» у 2019 році. 2020 року її роль стала однією з головних.

## Фільмографія

### Кіно
| Рік  |   | Українська назва | Оригінальна назва | Роль            |
| ---- | - | ---------------- | ----------------- | --------------- |
| 2021 | ф | Маленька корова  | Tiny Cow          | Ронні           |
| 2021 | ф | Суперчерв'як     | Superworm         | Метелик (голос) |

### Телебачення
| Рік       |   | Українська назва  | Оригінальна назва       | Роль       |
| --------- | - | ----------------- | ----------------------- | ---------- |
| 2018      | с | Знедолені         | Les Misérables          | Маргарита  |
| 2019      | с | Рух уперед        | Moving On               | Чарлі      |
| 2019      | с | Дякую за спогади  | Thanks for the Memories | Клавдія    |
| 2020      | с | Нечувано          | Unprecedented           | Еллі       |
| 2020      | с | Поза фільтрами    | Behind the Filter       | Шарлотта   |
| 2019—2021 | с | Сексуальна освіта | Sex Education           | Ола Ньюман |